# Distretto di Bajan-Ôndôr (Ôvôrhangaj)
Il distretto di Bajan-Ôndôr è uno dei diciannove distretti (sum) in cui è suddivisa la provincia del Ôvôrhangaj, in Mongolia. Conta una popolazione di 4.261 abitanti (censimento 2008). 